# (20961) Arkesilaos
(20961) Arkesilaos ist ein Asteroid aus der Gruppe der Jupiter-Trojaner. Damit werden Asteroiden bezeichnet, die auf den Lagrange-Punkten auf der Bahn des Jupiter um die Sonne laufen.
(20961) Arkesilaos wurde am 19. September 1973 von dem niederländischen Astronomenehepaar Cornelis Johannes van Houten und Ingrid van Houten-Groeneveld entdeckt. Die Entdeckung geschah bei der Untersuchung von Tom Gehrels mit dem 120-cm-Oschin-Schmidt-Teleskop des Palomar-Observatoriums (IAU-Code 675) aufgenommenen Feldplatten an der Universität Leiden. Er ist dem Lagrangepunkt L4 zugeordnet.
Der Asteroid ist nach der mythologischen Figur des Arkesilaos benannt, einem der Heerführer der Boiotier im Trojanischen Krieg, der von Hektor getötet wurde.